# Anne Manson
Anne Manson (Cambridge, 1961) è una direttrice d'orchestra statunitense.

## Biografia
Anne Manson è stata direttore musicale della Kansas City Symphony dal 1999 al 2003 e dal 2008 è direttore musicale della Manitoba Chamber Orchestra. Nel 1994 divenne la prima donna a dirigere la Wiener Philharmoniker al Festival di Salisburgo, portandola al successo della critica con l'esecuzione del Boris Godunov.
La Manson aveva studiato medicina all'Università di Harvard prima di passare alla musica, in seguito studiò musica con una borsa di studio al Royal College of Music di Londra dove diventò direttrice d'orchestra. È stata direttrice della Mecklenburgh Opera di Londra dal 1988 al 1996, poi assistente di Claudio Abbado. Ha diretto come ospite all'Opera reale svedese, alla Los Angeles Philharmonic, alla London Philharmonic Orchestra, alla Saint Paul Chamber Orchestra, alla San Francisco Opera, alla Washington National Opera e in molti altri gruppi. Ha pubblicato quattro registrazioni, tre delle quali incentrate su opere di Philip Glass.